# Diaporthe skimmiae
Diaporthe skimmiae är en svampart som beskrevs av Grove 1933. Diaporthe skimmiae ingår i släktet Diaporthe och familjen Diaporthaceae.   Inga underarter finns listade i Catalogue of Life.